# Arctiocossus impeditus
Arctiocossus impeditus is een vlinder uit de familie houtboorders (Cossidae). De wetenschappelijke naam van deze soort is voor het eerst geldig gepubliceerd in 1865 door Walker.
De soort komt voor in tropisch Afrika.